# 주옌하이남쭝보

남중부 지방의 위치

주옌하이남쭝보(南中部, 베트남어:  Duyên hải Nam Trung Bộ)는 베트남의 하위 행정 분류 중의 하나이다. 중앙직할시인 다낭과 나머지 5개의 성으로 구성되어 있다.

## 남중부 지방
| 성- 단위 구역 | 성도       | 면적 (km2) | 인구 (2019) | 인구 밀도 (명/km2) | GDP 1인당 (백만 VND, 2007) |
| ------------- | ---------- | ---------- | ----------- | ------------------ | -------------------------- |
| 빈딘          | 꾸이년     | 6,040      | 2,468,308   | 247                | 9.57                       |
| 빈투언        | 판티엣     | 7,837      | 1,359,500   | 151                | 11                         |
| 카인호아      | 냐짱       | 5,218      | 1,336,143   | 225                | 16.1                       |
| 닌투언        | 판랑탑짬   | 3,363      | 579,710     | 169                | 6.66                       |
| 푸옌          | 뚜이호아   | 5,061      | 961,152     | 172                | 8.43                       |
| 꽝남          | 땀끼       | 10,438     | 1,840,265   | 137                | 8.76                       |
| 꽝응아이      | 꽝응아이   | 5,153      | 1,433,924   | 237                | 7.82                       |
| 다낭          | 하이쩌우군 | 1,256      | 1,230,847   | 740                | 18.98                      |
| 전체          | 전체       | 44,367     | 11,174,881  | 201                | 10.76                      |

## 기반 시설

### 철도
베트남의 주요 남북 교통 회로는 주옌하이남쭝보 전역을 관통하고 있다. 이 지역을 따라 남북철도가 운행되고 있으며, 통일고속 철도가 다낭역, 지에우찌역, 냐짱역에 정차한다. 정차 횟수가 적은 역으로는 땀끼역, 꽝응아이역, 꾸이년역, 뚜이호아역, 탑짬역, 꾸이년역, 그리고 여러 지방 철도역이다.

### 도로
2개의 국도가 지나가며, 국도 제1A호선 (베트남)은 이 지역의 모든 주요 도시들을 나머지 지방으로 연결한다. (꾸이년과 냐짱은 연장된 1D와 1C로 연결) 교통부는 외국인 기부자들과 협력하여 다낭에서 꽝응아이성까지 139.5km의 4차선 고속도로를 건설할 계획이다.
이 지역은 아래와 같이 여러 국도를 통해 까오응우옌중펀과 연결되어 있다.
- 판랑탑짬 (국도 제27호선 ~ 달랏)
- 카인호아성 닌호아(국도 제26호선 ~ 부온마투옷)
- 뚜이호아 (국도 25호선 ~ 아윤파 경유 플래이꾸)
- 꾸이년 (국도 제19호선 ~ 플래이꾸)
- 꽝남성 서부 (국도 제14호선 ~ 호찌민로 ~ 꼰뚬)

### 항공
이 지역에서 가장 큰 공항은 다낭 국제공항으로 베트남, 싱가포르, 씨엠립, 광저우, 상하이, 중국 본토와 대만의 다른 도시로 가는 계절적 비행편이 있다. 이 지역의 두 번째 깜라인 국제공항(베트남, 광저우, 샹하이, 홍콩 등지의 여러 도시로 가는 냐짱 항공편 제공).
푸깟 공항(꾸이년)과 동딱 공항(뚜이호아)은 국내선만 있다. 꽝남성 남부의 추라이 국제공항이 있기는 하지만, 국제선은 운용하지 않고 국내선만 있다.

### 항만
다낭항과 꾸이년항이 이 지역의 주요 항구들이다. 또 다른 주요 항구는 카인호아성의 번퐁항이 건설 중이다.

### 에너지
주옌하이남쭝보는 수력발전소의 잠재력이 제한되어 있기 때문에 EVN이 주로 수력 중심 전략의 주요 부분이 되지 못했다. 그러나 수력발전을 떠나 전력원 다변화를 꾀하는 베트남의 많은 노력의 선봉에 서 있다. 베트남 최초의 원자력발전소가 닌투언성에 건설 중이다. 제2차 원자력 발전 프로젝트가 일본 파트너들과 함께 준비 중이며, 닌투언성에서도 준비되고 있다.
닌투언성에는 200MW급 풍력발전소가 건설 중이며 2012년 완공될 예정이다. 다른 풍력 발전소는 빈투언성에 건설되고 있다. 빈투언성은 또한 현재 건설중인 1200 MW 전기 열공장의 위치다.

## 같이 보기
- 베트남의 행정 구역